# سولیووک
سولیووک (به لهستانی:  Sulejówek) یک منطقهٔ مسکونی در لهستان است که در شهرستان مینگسک واقع شده‌است. سولیووک ۱۹٫۵۱ کیلومتر مربع مساحت و ۱۹٬۳۱۱ نفر جمعیت دارد.